# Anthony January
Anthony January Jr. (Los Ángeles, California, 16 de junio de 1993) es un jugador de baloncesto profesional estadounidense que se desempeña en la posición de ala-pívot y actualmente es parte del V Islanders de la VBA de Vietnam.

## Trayectoria

### Carrera universitaria
January jugó sus primeros tres años de baloncesto colegial en la Compton High School, pero en su temporada final actuó en la William Howard Taft High School de Los Ángeles, California, donde fue galardonado como el MVP de la West Valley League y recibió el premio al mejor jugador del año, entregado por la CIF tras promediar 22 puntos y 13 rebotes.
Al no recibir ofertas de becas para jugar en el nivel universitario, se enroló en el Cerritos College. Con los Falcons jugó un año en la NJCAA, transfiriéndose luego a la Universidad Estatal de Nuevo México, donde se unió a los Aggies, un equipo de la División I de la NCAA. Sin embargo fue incluido en la lista de redshirts, por lo que no jugó ni un minuto en toda la temporada 2014-15.
Su último año en el baloncesto universitario transcurrió para January como estudiante de la Universidad Estatal de California, San Bernardino y jugador de los Coyotes en la División II de la NCAA. 

### Carrera profesional
Aunque no figuraba en los informes de los scouters, aun así January se presentó al Draft de la NBA de 2016, donde ninguna franquicia lo seleccionó. Posteriormente se presentó al Draft de la NBA Development League de 2016, siendo ahora si elegido en la cuarta ronda por Los Angeles D-Fenders. De todos modos el equipo lo envió junto a Jamal Branch a los Reno Bighorns a cambio de David Nwaba y Kourtlin Jackson. Tras diez días entrenando con el equipo de Nevada, su contrato fue cancelado. 
Sin ofertas de equipos de su país, January decidió jugar como profesional en el extranjero. Así pasó por el PEA Basket de Tailandia y el Cactus Tbilisi de Georgia.
En febrero de 2019 jugó para el BC Mažeikiai de la NKL de Lituania, entre abril y agosto estuvo vinculado a los Danang Dragons de la VBA de Vietnam, en tanto que en noviembre de ese año disputó algunos encuentros con Ferro en la LNB de Argentina y en la Liga Sudamericana de Clubes.
Tras un fugaz paso por los Ostioneros de Guaymas del CIBACOPA de México, en mayo de 2020 arregló su incorporación al Toulouse, un equipo de la tercera categoría del baloncesto profesional francés. Tras completar la pretemporada, sin embargo, dejó el equipo sin haber jugado ningún partido oficial. 
En noviembre de 2023 acordó su incorporación al Pacific Caesar Surabaya para jugar la temporada 2024 de la IBL de Indonesia. Sin embargo su equipo lo sustituyó por Stephen Hurt antes de que iniciara el campeonato, por lo que January demoraría su regreso a la IBL hasta junio de 2024, cuando fue contratado por el Amartha Hangtuah como refuerzo para disputar los playoffs.
En 2025 regresó a Vietnam, primero para actuar en la 3X3.EXE Premier League con los Ho Chi Minh City Wings, y luego para reforzar a los V Islanders en la VBA.